# Brouhot

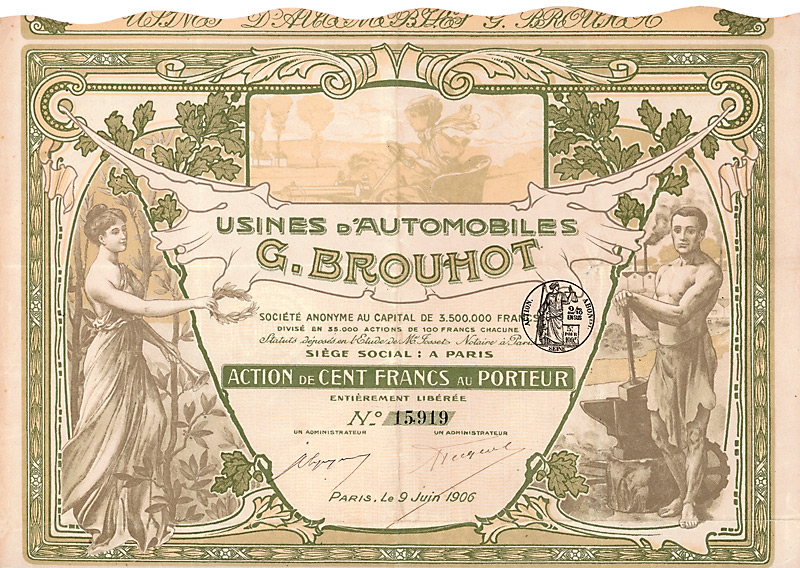
Aktie über 100 Francs der Usines d’Automobiles G. Brouhot S.A. vom 9. Juni 1906

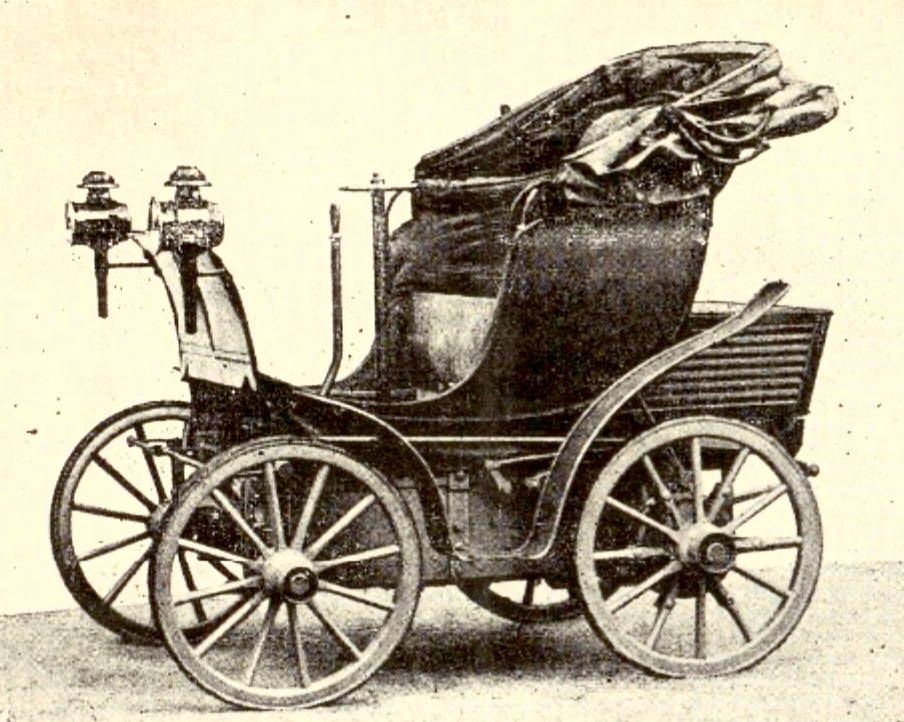
Brouhot mit 2-Zylinder-Motor, 1897

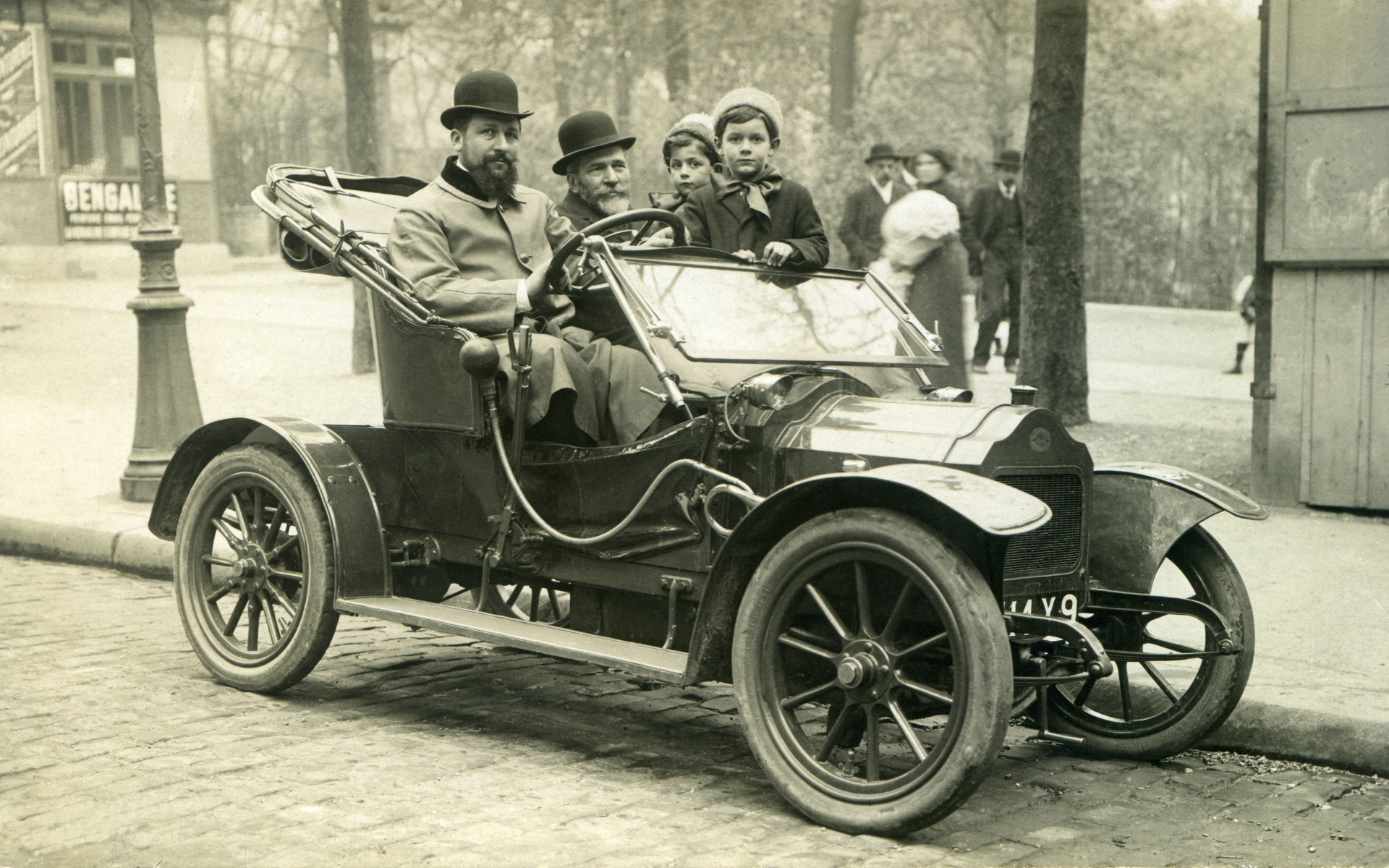
Brouhot in Paris, 1910

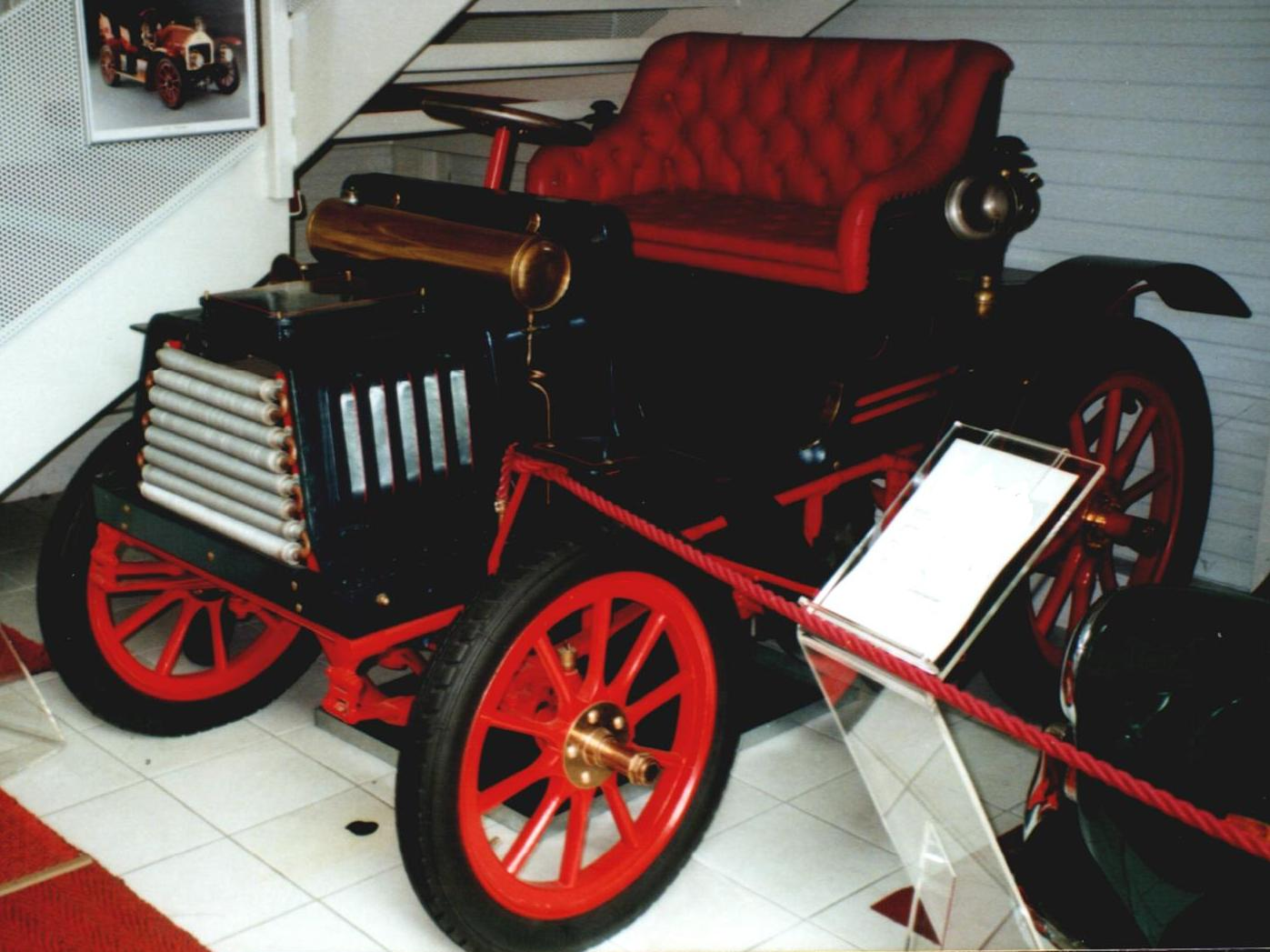
Brouhot von 1898

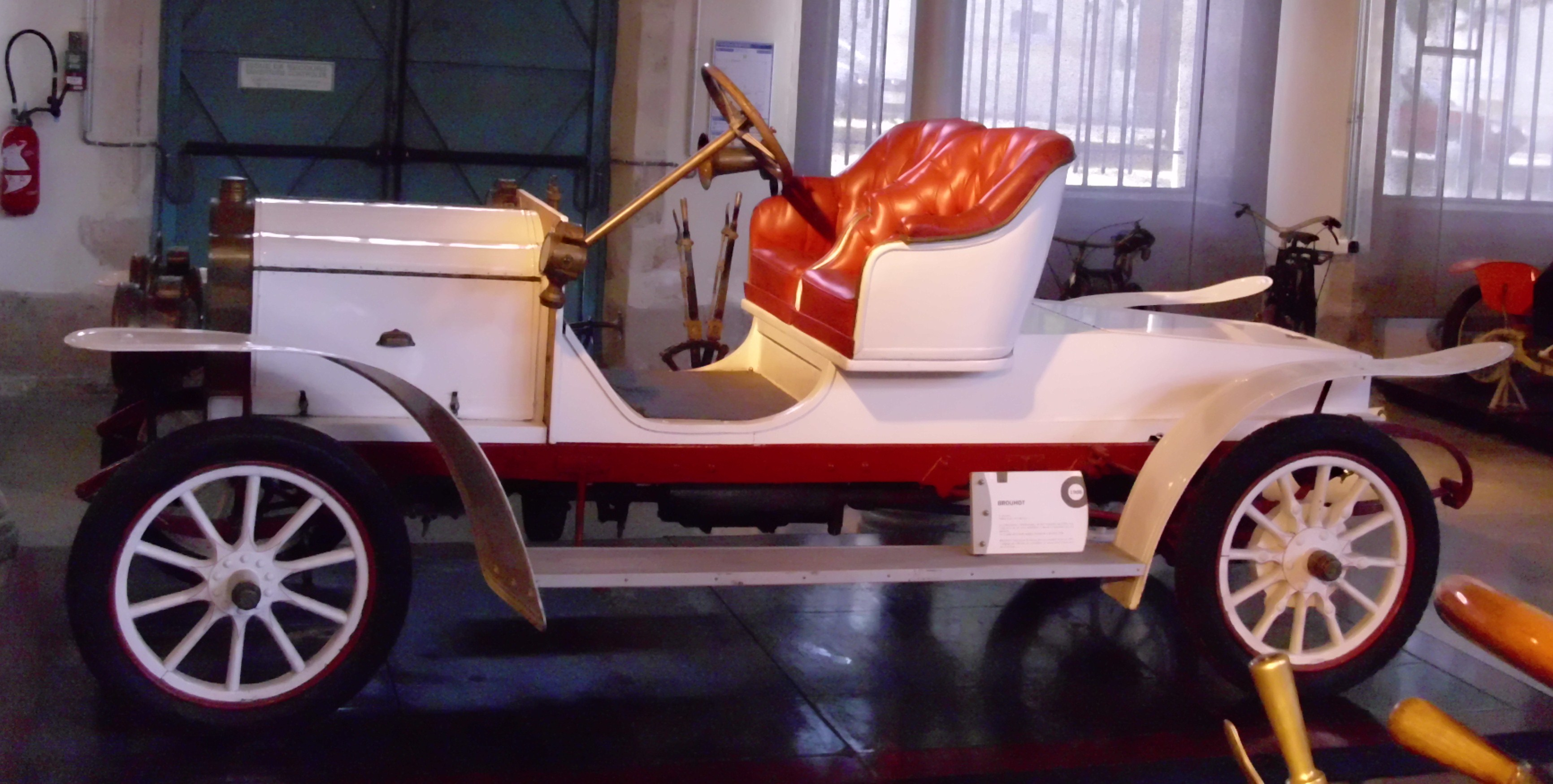
Brouhot von 1906

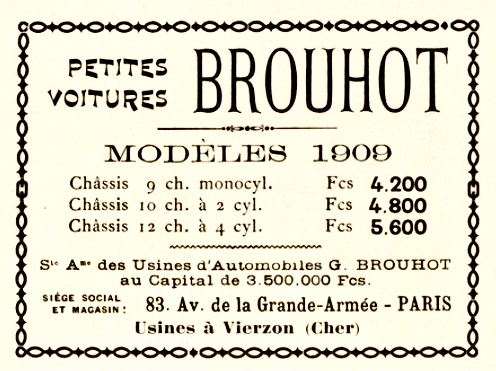
Brouhot Werbung von 1909

Automobiles G. Brouhot & Cie war ein französischer Hersteller von Automobilen und Motoren.

## Unternehmensgeschichte
Charles Brouhot betrieb in den 1890er Jahren in Vierzon ein Unternehmen zur Produktion von landwirtschaftlichen Geräten. 1898 gründete er als eigenständiges Unternehmen Automobiles G. Brouhot & Cie, ebenfalls in Vierzon. 1911 endete die Automobilproduktion. Das Hauptunternehmen ging 1914 in Liquidation. Société Française de Vierzon übernahm das Unternehmen.

## Modelle
Das erste Modell besaß einen liegenden Zweizylindermotor im Heck. 1903 gab es das Zweizylindermodell 10 CV sowie die Vierzylindermodelle 15 CV und 20 CV mit stehenden Motoren und Kettenantrieb. Später folgten Vierzylindermodelle mit 10 bis 60 PS. 1906 erschien das Zweizylindermodell 8 CV mit Kardanantrieb. Das Fahrzeug hatte ein Dreiganggetriebe. Das letzte neue Modell 9 CV erschien 1908. Der Einzylindermotor hatte einen Hubraum von 1125 cm³ mit einer Bohrung von 105 mm und einem Hub von 130 mm. Das Getriebe hatte drei Gänge. Die Geschwindigkeiten in den einzelnen Gängen betrugen: 1. Gang 8,2 km/h, im 2. Gang 20,6 km/h und im 3. Gang 40,3 km/h. Das Leergewicht betrug 520 kg.
Ein Fahrzeug dieser Marke ist im Musée Auto Moto Vélo in Châtellerault zu besichtigen.

## Autorennen
1903 fand das Rennen von Paris nach Madrid statt. Brouhot fertigte als Einzelstück einen Rennwagen und nahm teil. Der Motor verfügte über 8013 cm³ Hubraum und leistete 40 PS. Nahe Angoulême verunfallte das Fahrzeug. Neben dem Mechaniker starben zwei Zuschauer. Daraufhin gab Brouhot den Automobilsport auf.

## Motoren
Ateliers P. Sage und Elswick Motor verwendeten Einbaumotoren von Brouhot.